# Eustomias macrophthalmus
Eustomias macrophthalmus är en fiskart som beskrevs av Parr 1927. Eustomias macrophthalmus ingår i släktet Eustomias och familjen Stomiidae. Inga underarter finns listade i Catalogue of Life.